# Плая-Висенте
Плая-Висенте (исп. Playa Vicente) — муниципалитет в Мексике, входит в штат Веракрус. Население 38 125 человек (на 2005 год).